# Epinephelus irroratus
Epinephelus irroratus és una espècie de peix de la família dels serrànids i de l'ordre dels perciformes.

## Morfologia
Els mascles poden assolir els 27,7 cm de longitud total.

## Distribució geogràfica
Es troba a les Illes Marqueses.